# Серфоджі I
Серфоджі I Бхонсле (1675–1728) — магараджа Тханджавура, син Екоджі I. Зумів консолідувати володіння маратхів Тханджавура під своєю владою. Опікувався мистецтвом і літературою.